# Bozas
Bozas település Franciaországban, Ardèche megyében. Lakosainak száma 256 fő (2022. január 1.). Bozas Arlebosc, Boucieu-le-Roi, Colombier-le-Vieux, Saint-Félicien és Saint-Victor községekkel határos.

## Népesség
A település népességének változása:
| Lakosok száma | 380  | 281  | 233  | 244  | 246  | 243  | 245  | 252  | 256  | 256  |
|               | 1968 | 1982 | 1990 | 2006 | 2013 | 2015 | 2017 | 2019 | 2020 | 2022 |